# TT409
La tombe thébaine TT 409 est située à El-Assasif, dans la nécropole thébaine, sur la rive ouest du Nil, face à Louxor en Égypte.
C'est la sépulture de Samout (également appelé Kyky), « Chef comptable du bétail de tous les dieux du sud et du nord » (= Haute et Basse-Égypte) durant le règne de Ramsès II (XIXe dynastie).
La tombe fut découverte par hasard lors de l'exploration de la tombe de Khârouef (TT192) en 1959.